# 沪杭甬磁悬浮
沪杭甬磁悬浮，前身为沪杭磁悬浮交通项目，是由中华人民共和国上海市、浙江省规划的时速600公里的磁悬浮项目。

## 历史

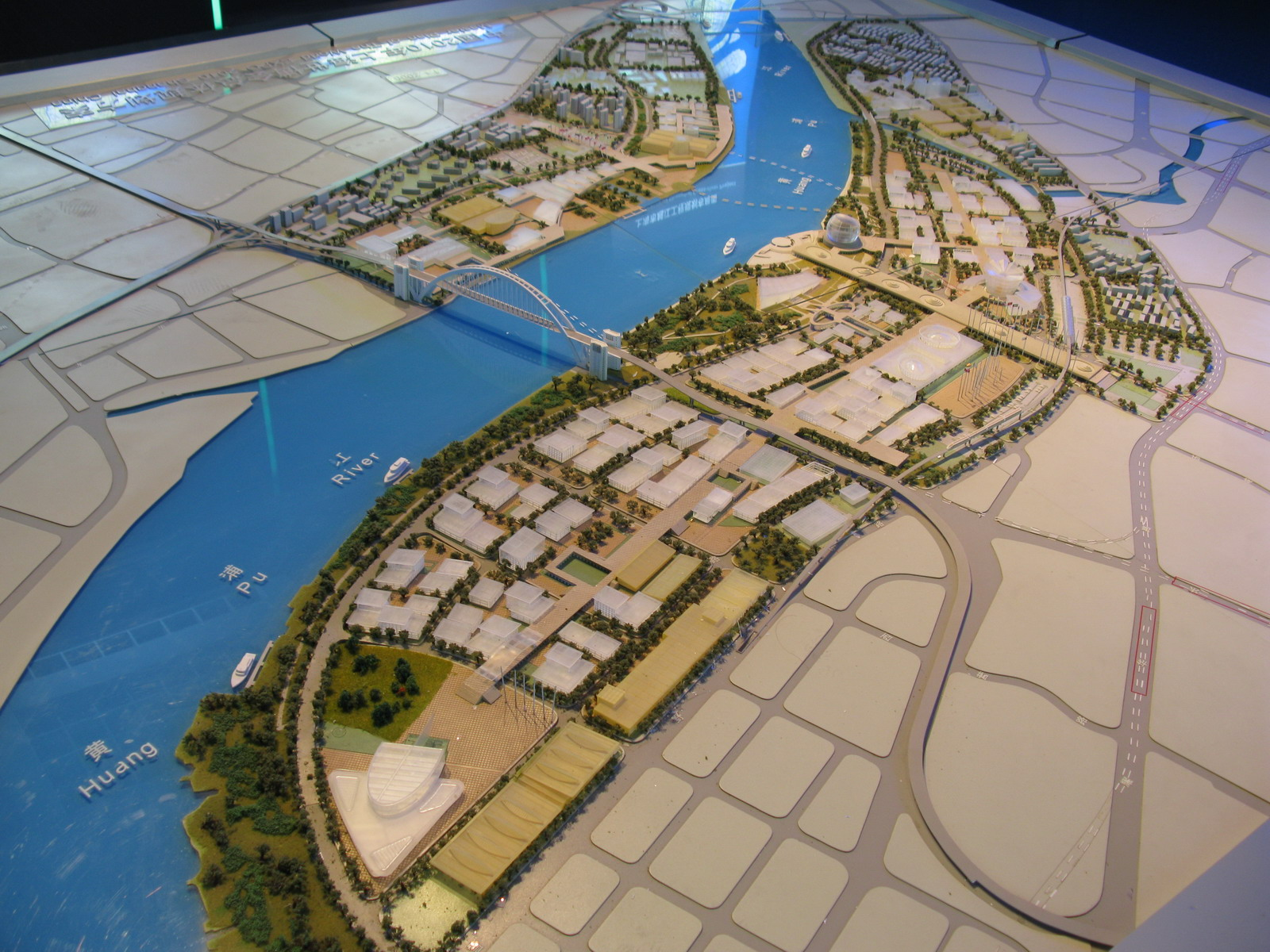
曾經在上海城市规划展览馆展出的世博园区建筑模型，顯示线路途经世博园区並設有車站。

在2001年5月11日批复的《上海市城市总体规划（1999年-2020年）》中，有上海到杭州的“高速磁悬浮列车”，但和后来的沪杭磁悬浮交通项目建议书规划不同，线路从龙阳路经过上海浦东国际机场（即上海磁悬浮示范运营线）后，经过芦潮港、海湾镇、金山卫延伸至杭州。
连接龙阳路站和上海浦东国际机场的上海磁悬浮示范运营线于2002年投入商业运营。2006年，沪杭磁悬浮交通项目建议书获得中华人民共和国国务院批准。线路从示范线龙阳路站出发，经世博园区至上海南站，之后在莘庄铁路三角区分叉，一条前往上海虹桥站，另一条经嘉兴前往杭州东站。线路计划于2008年底建成，2010年上海世博会开幕前正式投入使用。
然而，建议书披露后即引来大量争议。中鐵隧道集團（前身为铁道部隧道工程局）副總工程師、中國工程院院士王梦恕认为磁懸浮是一種“交通玩具”，上书人大要求暂缓沪杭磁悬浮项目。磁悬浮浦东机场连接段沿线的居民亦对辐射和噪音问题提出质疑，2008年1月12日至13日，逾千名居民在人民广场和南京东路步行街进行游行，反对该项目。另一方面，同济大学博士生导师孙章等人则表态支持磁悬浮项目的修建，并反驳了王梦恕等人的质疑。
由于争议过大，磁悬浮项目立即搁置。上海市仅在2007年12月29日公示了磁悬浮在上海境内的走向；浙江省在2008年8月公布了浙江段的建设计划，但并未实施。
同样连接上海虹桥站和杭州东站的沪杭高速铁路和与磁悬浮虹桥机场联络段平行的嘉闵高架路曾被部分民众误认为是磁悬浮的暗箱建设。2009年2月26日，广东的经济刊物《时代周报》刊登了一篇题为《上海磁悬浮地下重启？》的文章，文章中将使用磁悬浮联络线里程的沪杭高速铁路勘探点位认作是磁悬浮项目勘探，并以此批评磁悬浮建设。
2013年4月20日，浙江省人民政府撤销该省的沪杭磁悬浮交通项目建设领导小组，而此前，沪杭高速铁路已于2010年10月26日投入营运。
为了弥补磁悬浮项目搁置后虹桥机场与浦东机场之间快速轨道交通的缺失，经由上海外环线的上海轨道交通机场联络线于2018年12月获批，并于2019年开工。两座机场间仍然预留有25分钟的未确定制式直达快速轨道交通系统的规划。

## 未来发展
2019年12月1日，中共中央、国务院印发《长江三角洲一体化发展规划纲要》，包括积极审慎展开沪杭磁悬浮研究。
2020年4月17日，浙江省高水平交通强省建设动员大会提及拟建设沪杭甬超级磁浮工程，该项目预计总投资1000亿元，时速600公里。
2023年7月，沪杭磁悬浮再次在中国铁路设计集团有限公司员工发表的公开文献中提及。该文中依据TB 10630－2019《磁浮铁路技术标准》选定沪杭磁悬浮最高速度为600km/h，最小曲线半径12733m至14080m。文中重点探讨了嘉兴段的线路设计，推荐沪杭磁浮经过嘉兴市北部，另设嘉兴北站，并以隧道下穿京杭大运河。
2023年8月8日，国务院批复了《广东省国土空间规划（2021—2035年）》。在广东省国土空间规划中提到了“在京广深、沿海等战略通道预留规划建设高速磁浮系统条件”，这是跨城高速磁悬浮系统再次出现在地方建设规划中。2024年5月，广州市发布综合立体交通网规划，两条预留磁悬浮线路被称为京港澳高速磁悬浮和沪（深）广高速磁悬浮。沪（深）广高速磁悬浮预期将沿沿海通道敷设，并且在宁波磁悬浮站与沪杭甬高速磁悬浮连接。